# 2009년 한국시리즈
2009 CJ 마구마구 프로 야구 한국시리즈는 10월 16일부터 10월 24일까지 열렸다. 결과는 SK 와이번스와 7차전까지 가는 접전끝에 KIA 타이거즈가 해태 타이거즈시절의 마지막 한국시리즈로 기록된 1997년 한국시리즈이후 12년만에 통산 10회 우승을 차지하였으며 동시에 2001년 KIA 타이거즈로 재창단한 이후 최초의 한국시리즈 우승을 달성하였다. 7차전에서 9회말 역전 끝내기 솔로 홈런을 터뜨린 나지완이 한국시리즈 MVP를 차지했다.

## 정규 시즌
| 순위 | 구단          | 경기수 | 승 | 무 | 패 | 승률  | 승차 |
| ---- | ------------- | ------ | -- | -- | -- | ----- | ---- |
| 1    | KIA 타이거즈  | 133    | 81 | 4  | 48 | 0.609 | 0.0  |
| 2    | SK 와이번스   | 133    | 80 | 6  | 47 | 0.602 | 1.0  |
| 3    | 두산 베어스   | 133    | 71 | 2  | 60 | 0.534 | 10.0 |
| 4    | 롯데 자이언츠 | 133    | 66 | 0  | 67 | 0.496 | 15.0 |
| 5    | 삼성 라이온즈 | 133    | 64 | 0  | 69 | 0.481 | 17.0 |
| 6    | 히어로즈      | 133    | 60 | 1  | 72 | 0.451 | 21.0 |
| 7    | LG 트윈스     | 133    | 54 | 4  | 75 | 0.406 | 27.0 |
| 8    | 한화 이글스   | 133    | 46 | 3  | 84 | 0.341 | 35.0 |

정규 시즌에서 각각 1, 2, 3, 4위를 차지한 KIA, SK, 두산, 롯데가 포스트시즌에 진출하게 되었다.
2009년 정규 시즌에서는 다승제가 적용되었으며 승률=승리수/경기수였다.

## 플레이오프 결과
|               | 승리팀            | 경기 결과 | 상대팀              |
| ------------- | ----------------- | --------- | ------------------- |
| 준 플레이오프 | 두산 베어스 (3위) | 3 - 1     | 롯데 자이언츠 (4위) |
| 플레이오프    | SK 와이번스 (2위) | 3 - 2     | 두산 베어스 (3위)   |

### 준 플레이오프
2009 준 플레이오프에서는 2008년 한국시리즈 준우승 팀 3위 두산 베어스와 2008년에 이어 2년 연속 포스트시즌 진출에 성공한 4위 롯데 자이언츠가 만나 5전 3선승제의 승부를 벌였다. 두산 선발 크리스 니코스키의 어깨 부상으로 조기 강판되어 분위기를 잡은 롯데가 먼저 1차전을 승리했지만 이후 3번의 경기에서 두산이 초반 대량 득점과 상대의 잇따른 실책으로 손쉽게 승리했다. 준 플레이오프 MVP로는 3차전에서 그랜드 슬램을 작렬한 두산의 김동주가 차지했다. 아울러 두산은 지금까지 준 플레이오프 1차전 승리팀이 모두 플레이오프에 진출하는 관례를 깨는 최초의 팀이 되었다. 반면 롯데 자이언츠 주장 조성환은 2009 준 플레이오프 직전에 열린 미디어 데이에서 '2008년 준 플레이오프에서 비싼 수업료를 다 지불했다'고 말했지만 또 다시 경험 부족을 드러내고 잇따른 실책을 저지르며 자멸하고 말았다.

### 플레이오프
플레이오프에서는 2007, 2008 한국시리즈를 제패했던 2위 SK 와이번스와 준 플레이오프 승자인 3위 두산 베어스가 한국시리즈 진출을 놓고 겨뤘다. 2위 팀 SK 와이번스가 준 플레이오프 승리팀 두산 베어스를 상대로 2연패 후 3연승으로 물리치고 한국시리즈에 진출했다. 플레이오프 리버스 스윕은 현대 유니콘스의 1996년 플레이오프 승리 이후 사상 2번째 일이다. 플레이오프 MVP로는 5경기 21타수 10안타, 3홈런 8타점을 기록한 SK의 박정권이 기자단 투표에서 압도적인 득표로 선정되었다.

## 출전 선수 명단

### KIA 타이거즈[3]
- 감 독 - 조범현
- 코 치 - 김종모, 황병일, 김동재, 최태원, 장재중, 간베
- 투 수 - 윤석민, 양현종, 이대진, 서재응, 한기주, 곽정철, 유동훈, 손영민, 정용운, 로페즈, 구톰슨 (11명)
- 포 수 - 김상훈, 차일목 (2명)
- 내야수 - 최희섭, 이재주, 김종국, 안치홍, 김상현, 박기남, 이현곤 (7명)
- 외야수 - 이종범, 장성호, 김원섭, 이용규, 나지완, 최경환[4] (6명)

### SK 와이번스[3]
- 감 독 - 김성근
- 코 치 - 이만수, 가토, 쇼다, 이광길, 김경기, 김태균
- 투 수 - 송은범[5], 고효준, 김원형, 이승호, 정대현, 채병용, 윤길현, 카도쿠라, 정우람, 글로버 (10명)
- 포 수 - 이재원, 정상호, 김정남
- 내야수 - 김재현, 정근우, 이호준, 나주환, 김연훈, 박정환, 최정, 박정권, 모창민
- 외야수 - 박재홍, 김강민, 박재상, 조동화

## 경기 기록
| 일시                                                                 | 경기  | 원정팀(선공) | 스코어 | 홈팀(후공)   | 개최 구장             | 개시 시각 | 관중수   | 경기 MVP              |
| -------------------------------------------------------------------- | ----- | ------------ | ------ | ------------ | --------------------- | --------- | -------- | --------------------- |
| 10월 16일(금)                                                        | 1차전 | SK 와이번스  | 3 - 5  | KIA 타이거즈 | 광주무등경기장 야구장 | 18시 00분 | 13,400명 | 이종범 (KIA 타이거즈) |
| 10월 17일(토)                                                        | 2차전 | SK 와이번스  | 1 - 2  | KIA 타이거즈 | 광주무등경기장 야구장 | 14시 00분 | 13,400명 | 윤석민 (KIA 타이거즈) |
| 10월 19일(월)                                                        | 3차전 | KIA 타이거즈 | 6 - 11 | SK 와이번스  | 인천SSG랜더스필드     | 18시 00분 | 27,800명 | 박정권 (SK 와이번스)  |
| 10월 20일(화)                                                        | 4차전 | KIA 타이거즈 | 3 - 4  | SK 와이번스  | 인천SSG랜더스필드     | 18시 00분 | 27,800명 | 박재홍 (SK 와이번스)  |
| 10월 22일(목)                                                        | 5차전 | SK 와이번스  | 0 - 3  | KIA 타이거즈 | 서울종합운동장 야구장 | 18시 00분 | 29,000명 | 로페즈 (KIA 타이거즈) |
| 10월 23일(금)                                                        | 6차전 | KIA 타이거즈 | 2 - 3  | SK 와이번스  | 서울종합운동장 야구장 | 18시 00분 | 29,000명 | 송은범 (SK 와이번스)  |
| 10월 24일(토)                                                        | 7차전 | SK 와이번스  | 5 - 6  | KIA 타이거즈 | 서울종합운동장 야구장 | 14시 00분 | 29,000명 | 나지완 (KIA 타이거즈) |
| 우승 : KIA 타이거즈 (10번째), 한국시리즈 MVP : 나지완 (KIA 타이거즈) |       |              |        |              |                       |           |          |                       |

## 한국시리즈 경기 결과

### 1차전
10월 16일 - 광주무등경기장 야구장
| 팀 | 1 | 2 | 3 | 4 | 5 | 6 | 7 | 8 | 9 | R | H | E | B |
| SK 와이번스                                                                                             | 0 | 0 | 1 | 1 | 0 | 0 | 1 | 0 | 0 | 3 | 6 | 0 | 3 |
| KIA 타이거즈 ◄                                                                                          | 0 | 0 | 0 | 1 | 0 | 2 | 0 | 2 | X | 5 | 6 | 2 | 6 |
| 승리 투수: 로페즈 패전 투수: 이승호 세이브: 유동훈 홀드: 없음 홈런: SK – 정상호 (로페즈 상대로 7회 1점) |   |   |   |   |   |   |   |   |   |   |   |   |   |

- 애국가 : 성악가 채미영
- 시구 : 탤런트 박시연
- 1차전 MVP: 이종범 - 3타수 2안타 3타점 1볼넷

1차전 선발 투수로 KIA는 아킬리노 로페즈가, SK는 카도쿠라 켄이 선발 등판했다.
선취점은 SK가 먼저 뽑았다. 3회초 선두 타자 나주환이 중견수 앞 안타를 치고 나간 후 희생 번트와 땅볼로 2사 3루 상황에서 박재홍이 중견수 앞에 적시타를 치며 1점을 뽑았다. 4회초에서도 SK는 정근우의 2루타 이후 박정권이 다시 중견수 앞에 2루타를 치며 2-0으로 앞서 나갔다. 그러나 최정 다음 타자인 나주환이 1루수 직선타를 치는 바람에 앞서 볼넷으로 출루했던 김재현이 귀루하지 못하여 더블 아웃되면서 더 이상 득점을 올리지 못했다. KIA는 이어진 4회말 공격에서 김원섭의 볼넷과 장성호의 좌익수 앞 안타로 무사 주자 1,2루가 되었고, 다음 타자 최희섭과 김상현이 우익수 희생 플라이로 3루 주자가 홈에 들어오면서 1점을 추격했다. 이후 SK가 5회초에 2사 주자 3루에서 박재상 타석 때 로페즈의 폭투로 공이 빠질 때 3루 주자 정상호가 홈으로 들어왔으나 간발의 차이로 홈에서 아웃되면서 기회를 무산시켰다. 6회초에도 SK는 2사 상황에서 다시 박정권의 안타와 최정의 볼넷으로 2사 주자 1,2루가 되었으나, 다음 타자 김재현이 우익수 플라이 아웃으로 물러나면서 다시 기회를 무산시켰다.
위기를 넘긴 KIA는 이어진 6회말 공격에서 이용규가 볼넷으로 출루했고, 김원섭의 희생 번트 이후 나지완이 땅볼로 물러났지만, 최희섭과 김상현이 볼넷으로 나간 2사 주자 만루에서 이종범이 SK의 세 번째 투수 윤길현으로부터 좌중간 2타점 적시타를 뽑아내어 스코어는 역전되었다. 하지만 이어진 7회초 공격에서 SK 정상호가 중월 솔로 홈런(비거리 125m)을 기록하면서 스코어는 동점이 되었다.
8회말 KIA는 최희섭이 볼넷으로 출루했고, 김상현이 안타를 치면서 1사 주자 1,3루가 되었다. 이 상황에서 SK는 이승호에서 정대현으로 투수를 바꾸었으나, 다시 이종범에게 1타점 적시타를 허용하면서 KIA가 4-3으로 앞서 나갔다. 여기에 다음 타자 김상훈이 정대현과 10구까지 가는 접전 끝에 우익수 앞 적시타로 5-3으로 달아나며 승기를 잡았다.
KIA 로페즈는 8이닝 동안 7탈삼진, 3실점으로 퀄리티 스타트를 기록했고, 유동훈이 세이브를 기록했다. SK 선발 투수 카도쿠라는 5이닝까지 1실점 7탈삼진으로 호투했으나 계투진의 실점으로 아깝게 승리투수가 되지 못했다.

### 2차전
10월 17일 - 광주무등경기장 야구장
| 팀 | 1 | 2 | 3 | 4 | 5 | 6 | 7 | 8 | 9 | R | H  | E | B |
| SK 와이번스                                                                                               | 0 | 0 | 0 | 0 | 0 | 0 | 0 | 0 | 1 | 1 | 10 | 0 | 2 |
| KIA 타이거즈 ◄                                                                                            | 0 | 0 | 0 | 1 | 0 | 1 | 0 | 0 | X | 2 | 5  | 0 | 3 |
| 승리 투수: 윤석민 패전 투수: 송은범 세이브: 유동훈 홀드: 곽정철 홈런: SK – 정상호 (유동훈 상대로 9회 1점) |   |   |   |   |   |   |   |   |   |   |    |   |   |

- 애국가 : 유창선 (광주 월계초등학교 국악신동)
- 시구 : 가수 채연
- 2차전 MVP: 윤석민 - 7이닝 무실점 7탈삼진

2차전 선발투수로 KIA는 윤석민을, SK는 송은범을 내세웠다.
SK는 1회초 박재상의 2루타와 정근우의 볼넷으로 만든 1사 1,2루 상황에서 득점하지 못했고 2회초에도 2사후 나주환, 김강민이 연속 안타를 쳤지만 박재홍이 삼진으로 물러나 득점하지 못하는 등 초반 찬스를 번번이 놓쳤다.
반면 KIA는 SK 선발 송은범의 호투에 눌려 3회까지 퍼펙트로 눌렸으나, 4회말 1사 후 김원섭이 볼넷을 얻어 출루했고, 2사 1루에서 최희섭이 좌익 선상 적시 1타점 2루타를 터뜨려 선취점을 올렸다. 6회말에서도 이용규와 김원섭이 SK의 바뀐 투수 고효준으로부터 연속 볼넷을 얻어 1,2루에 나간 후 나지완의 보내기 번트 이후 다음 타자 최희섭이 다시 1타점 중전 적시타를 터뜨려 2-0으로 앞서 나갔다.
KIA 윤석민은 데뷔 후 한국시리즈 첫 승리를 기록했고, 1차전에 이어 9회부터 등판한 유동훈은 정상호에게 솔로 홈런을 허용했고 나주환에게 2루타를 허용했지만, 후속 타자 김강민과 박재홍을 각각 범타와 삼진으로 잡으면서 2세이브째를 올렸다. 반면 SK는 송은범이 4⅓이닝 2안타 1실점으로 호투했지만 KIA 보다 5개나 많은 10안타를 치고도 단 1점밖에 올리지 못하는 등 집중력이 발휘되지 않았다.
한편 이 날 경기 후 인터뷰를 가진 SK 김성근 감독은 1차전에서 KIA 측에서 제기한 '사인 훔치기' 의혹과 KIA 이종범의 이른바 '신의 손' 발언 등으로 매우 불쾌한 상태에서 한 기자의 질문에 "기분이 좀 나쁜데 그런 식으로 물어보지 마라. 예의를 지켜 줘야 하는 것 아니냐"며 발끈했다.

### 3차전
10월 19일 - 인천SSG랜더스필드
| 팀 | 1 | 2 | 3 | 4 | 5 | 6 | 7 | 8 | 9 | R  | H  | E | B |
| KIA 타이거즈 | 0 | 0 | 0 | 0 | 0 | 0 | 1 | 3 | 2 | 6  | 7  | 0 | 9 |
| SK 와이번스 ◄ | 1 | 1 | 2 | 0 | 4 | 0 | 0 | 3 | X | 11 | 12 | 1 | 6 |
| 승리 투수: 이승호 패전 투수: 구톰슨 세이브: 없음 홀드: 없음 홈런: KIA – 김상현 (고효준 상대로 8회 3점) SK – 박정권 (구톰슨 상대로 3회 2점), 조동화 (손영민 상대로 8회 1점) |   |   |   |   |   |   |   |   |   |    |    |   |   |

- 애국가 : 대니 정 (색소폰 연주가)
- 시구 : 탤런트 공효진
- 3차전 MVP: 박정권 - 5타수 4안타 4타점 1홈런

3차전에서 KIA는 릭 구톰슨, SK는 게리 글로버를 선발 투수로 내세웠다.
선취점은 SK가 뽑았다. 1회말 박재상이 좌중간 2루타를 치고 나간 후 다음 타자 박정권이 좌익수 앞에 떨어지는 1타점 적시타를 터뜨렸다. 2회초에도 SK는 최정이 볼넷으로 나간 후 한국시리즈에서 좋은 타격을 보여준 정상호가 우중간 적시 2루타를 터뜨리며 다시 한 점을 얻었다. 다시 3회말에서도 SK는 선두 타자 박재상이 볼넷으로 나간 후 다음 타자 박정권이 왼쪽 담장을 넘어가는 2점 홈런(비거리 105m)을 기록하며 KIA 선발 투수 구톰슨을 마운드에서 끌어내렸다.
이어진 3회초에서 KIA는 이용규가 볼넷으로 출루하여 3루 도루에 성공한 이후, 최희섭, 김상현이 연속 볼넷으로 출루하며 2사 주자 만루를 만들었으나, 다음 타자 이재주가 포수 파울플라이 아웃으로 물러나며 찬스를 놓쳤다.
위기를 넘긴 후 SK는 5회말에 박재상, 박정권, 김재현의 3연속 볼넷에 이어, 다음 타자 최정이 몸에맞는공을 얻어내며 밀어내기로 다시 한 점을 득점했고, 다음 타자 정상호도 연속으로 몸에맞는공을 얻어내며 한 점을 득점하며 6-0으로 만들며 구원 투수 서재응을 다시 끌어내렸다. KIA는 한기주를 마운드에 올렸으나 박재홍에게 내야 안타를 허용하며 다시 실점했다. SK는 나주환의 야수 선택으로 1사 주자 만루 상황을 맞이했고, 여기서 조동화가 2루수 땅볼로 다시 1타점을 기록하면서 8-0까지 달아났다.
6이닝 동안 무안타 무득점에 묶여 있던 KIA는 7회초 안치홍이 팀의 첫 안타를 기록했고, 다음 타자 이현곤이 우익수 앞에 떨어지는 안타를 쳤는데, 이때 우익수 박재홍이 실책을 저지르는 바람에 1사 주자 2,3루가 되었다. 다음 타자 이용규가 삼진을 당했지만 김원섭 타석에서 SK 투수 이승호가 폭투를 하면서 3루 주자 안치홍이 홈인, 1점을 만회했다. 8회초에는 이종범의 볼넷과 최희섭의 좌익수 앞 안타로 무사 주자 1,2루를 만들었고 그 동안 부진했던 김상현이 좌중간 담장을 넘기는 3점 홈런(비거리 125m)을 터뜨리며 순식간에 8-4로 추격했다. 하지만 나지완이 볼넷으로 나간 무사 1루 상황에서 차일목이 병살타를 치고, 안치홍이 삼진을 당하는 바람에 더 이상의 득점 찬스를 살리지 못했다.
SK는 이어진 8회말 공격에서 정규시즌에서 단 하나의 홈런을 치지 못했던 조동화가 오른쪽 담장을 넘기는 솔로 홈런(비거리 110m)을 터뜨리며 스코어를 9-4까지 벌여 놓았고, 정근우가 우익수 앞 안타를 터뜨리면서 다시 찬스를 맞이했다. 이때 1루 주자 정근우가 박재상 타석에서 도루를 성공시켜 무사 주자 2루가 되었다. 박재상의 중견수 희생 플라이로 정근우가 3루로 들어가면서 1사 주자 3루가 되었고, 박정권이 우익수 앞 적시타를 터뜨리며 3루 주자가 홈으로 들어오면서 10-4로 달아났다. 여기에 대타 김정남이 우익수 앞 안타를 터뜨리며 1사 주자 1,3루가 되었고, 다음 타자 최정이 우익수 희생 플라이로 다시 한 점을 추가했다.
KIA는 9회초 최경환이 볼넷으로 나간 후 2사 주자 2루 상황이 되었지만, 이종범의 중견수 앞 적시타와 최희섭의 우중간 떨어지는 안타로 2사 주자 1,3루가 되었다. 여기에 김상현이 중견수 앞 적시타를 터뜨리며 다시 한 점을 추격했으나, 나지완이 체크 스윙 삼진을 당하며 경기를 내주고 말았다.
SK 글로버는 4 ⅔이닝 동안 무안타 무실점을 기록하며 호투했고, 정규 시즌에서 좋은 활약을 보였던 KIA 구톰슨은 2이닝 동안 4실점을 기록하는 부진을 보이며 조기 강판 당했다.
한편 이 날 경기는 2회말 조동화 타석에서 비가 내려 경기가 8분간 중단되었다가 속개되기도 했다. 4회말 SK 공격에서는 SK 정근우와 KIA 투수 서재응이 지연 송구를 놓고 말다툼을 하는 바람에 벤치 클리어링이 발생하여 잠시 경기가 중단되기도 했다. 서재응은 정근우와의 말다툼에서 흥분한 여파로 5회말에는 아웃 카운트를 한 개도 잡지 못한 채 사사구를 5개나 내주는 난조를 보이며 한기주에게 마운드를 넘겨주고 말았다.

### 4차전
10월 20일 - 인천SSG랜더스필드
| 팀 | 1 | 2 | 3 | 4 | 5 | 6 | 7 | 8 | 9 | R | H | E | B |
| KIA 타이거즈 | 0 | 0 | 0 | 0 | 0 | 1 | 0 | 0 | 2 | 3 | 9 | 0 | 2 |
| SK 와이번스 ◄ | 0 | 2 | 0 | 0 | 1 | 0 | 0 | 1 | X | 4 | 7 | 1 | 4 |
| 승리 투수: 채병용 패전 투수: 양현종 세이브: 윤길현 홀드: 정우람, 이승호 홈런: KIA – 이현곤 (채병용 상대로 6회 1점) SK – 박재홍 (양현종 상대로 2회 2점) |   |   |   |   |   |   |   |   |   |   |   |   |   |

- 시구 : 탤런트 김남주 (MBC '내조의 여왕' 주인공)
- 4차전 MVP: 박재홍 - 1타수 1안타(1홈런) 2타점(1득점)

4차전 선발 투수로 KIA는 양현종을, SK는 채병용을 내세웠다. KIA 선발 양현종이 좌완 투수임을 감안하여 SK는 선발 라인업에 김재현 대신 이호준을 3번 타순에 배치하는 플래툰 시스템을 가동했다.
선취점을 SK가 올렸다. 2회말 2사 상황에서 정상호가 볼넷으로 출루한 후 다음 타자 박재홍이 양현종의 네 번째 공을 왼쪽 담장을 넘어가는 2점 홈런(비거리 115m)으로 연결시키며 2-0으로 앞서 나갔다. SK는 5회말에도 정상호가 좌중간 2루타를 치며 출루했다. 이에 KIA는 선발에서 빠져 있던 이용규를 장성호 대신 투입하며 수비를 강화했으나, SK는 박재홍의 희생 번트로 1사 주자 3루를 만든 후 다음 타자 나주환이 우중간 적시 2루타를 터뜨리며 다시 한 점을 추가했다.
KIA는 6회말 선두 타자 이현곤이 우익수 키를 넘기는 솔로 홈런(비거리 105m)을 터뜨리며 1점을 따라붙었다. 이후부터 양팀의 투수들이 1이닝 이상을 던지는 투구가 계속되었다. 양 팀의 거포인 KIA의 최희섭, 김상현과 SK 박정권이 침묵한 가운데 투수전으로 전개되면서 KIA는 양현종을 구원하여 등판한 곽정철이 1 ⅔이닝을, SK는 채병용 다음 투수인 정우람이 2이닝을, 이승호가 1 ⅓이닝을 던지는 호투를 했다. KIA는 8회말에 마무리 유동훈을 투입하며 승리에 대한 집념을 보였지만 8회말 2사 주자 만루 상황에서 SK 조동화에게 2루수 앞 내야 안타를 허용하면서 다시 한 점을 내주었다.
KIA는 대타 차일목, 최희섭이 연속 안타를 치며 무사 주자 1,2루가 되었고, 차일목 대신 대주자로 김종국을 투입했다. 김상현이 삼진을 당했지만 나지완이 중견수 앞 적시타를 치며 한 점을 만회했다. 이 상황에서 대타 이재주가 볼넷으로 출루하며 2사 주자 만루가 되었고, 이때 김상훈이 유격수 실책으로 출루하면서 다시 한 점을 따라 붙었다. 하지만 다음 타자 이현곤이 유격수 땅볼 아웃으로 물러나며 2연승 후 2연패를 당하며 승부는 원점이 되며 장소를 서울종합운동장 야구장으로 옮기게 되었다.
SK 채병용은 팔꿈치 수술을 앞두고도 5 ⅔ 이닝 동안 1실점 5탈삼진으로 호투하는 투혼을 발휘하며 팀의 승리에 기여했다. 반면 KIA는 초반 결정적인 찬스에서 득점을 올리지 못한 채 5회초까지 병살타를 세 개나 기록하며 번번이 찬스를 무산시킨 것이 뼈아팠다. 여기에 7회초에는 김상현의 왼쪽 담장을 넘어가는 타구가 SK 박재상의 호수비에 잡히며 아웃되는 등 승운이 따르지 않았다.

### 5차전
10월 22일 - 서울종합운동장 야구장
| 팀                                                            | 1 | 2 | 3 | 4 | 5 | 6 | 7 | 8 | 9 | R | H | E | B |
| SK 와이번스                                                   | 0 | 0 | 0 | 0 | 0 | 0 | 0 | 0 | 0 | 0 | 4 | 2 | 3 |
| KIA 타이거즈 ◄                                                | 0 | 0 | 1 | 0 | 0 | 2 | 0 | 0 | X | 3 | 7 | 1 | 1 |
| 승리 투수: 로페즈 패전 투수: 카도쿠라 세이브: 없음 홀드: 없음 |   |   |   |   |   |   |   |   |   |   |   |   |   |

- 애국가 : 안희찬 (KBS 교향악단 트럼펫 연주자)
- 시구 : 탤런트 최강희
- 5차전 MVP: 로페즈 - 9이닝 4피안타 무실점 완봉승
- KIA 로페즈 한국시리즈 통산 9번째 완봉승
- SK 김성근 감독 한국시리즈 1호 감독 퇴장

5차전의 양팀 선발 투수로 KIA는 아킬리노 로페즈, SK는 카도쿠라 켄이 등판했다. 1차전의 리턴 매치이다.
KIA는 3회말 공격에서 이현곤이 좌익수 앞 2루타를 기록하며 출루했고, 뒤이은 김원섭의 내야 안타로 1사 주자 1,3루를 만들었는데 다음 타자 이용규가 스퀴즈 번트를 대어 선취점을 올렸다. 이 과정에서 배터박스 밖으로 발이 나가서 논란이 되었으나 MLB나 WBC 등에서도 번트의 경우는 관례적으로 허용되는 행동으로 문제 삼지 않는 부분이다.
이후에도 KIA는 6회에 선두 타자 이용규가 좌익수 앞 안타에 이어 나지완의 보내기 번트로 1사 2루 상황에서 최희섭이 SK 두 번째 투수 정우람의 2구째 몸쪽 공을 1타점 우익수 앞 적시타로 연결했다. 뒤이어 이종범의 2루땅볼 타구 때 SK 유격수 나주환의 수비 실책으로 1점을 더 달아났다 :KIA의 선발 투수 로페즈는 9이닝 동안 4안타, 3사사구를 허용했지만 완봉승을 거두며 팀의 승리에 기여함으로써, KIA는 해태 시절 이후 12년만의 한국시리즈 우승에 1승만을 남겨 두게 되었다.
한편 이날 경기에서 SK 김성근 감독이 한국시리즈 사상 최초의 감독 퇴장을 당했다. 김성근 감독은 6회말 나주환의 실책으로 추가점을 내주었을 때 2루에서 슬라이딩하던 김상현이 수비 방해를 했다고 강력히 항의했고, 급기야 선수들을 덕아웃으로 불러들이는 바람에 퇴장 명령을 당했다. 당시 김풍기 주심은 선수단을 철수시킬 경우 감독을 즉시 퇴장 조치하기로 한 규칙위원회 결정에 따라 김성근 감독에게 퇴장 명령을 내렸던 것이다. 다행히 경기는 SK 선수들이 그라운드에 복귀하면서 10여분이 지난 뒤 간신히 재개되었다.

### 6차전
10월 23일 - 서울종합운동장 야구장
| 팀 | 1 | 2 | 3 | 4 | 5 | 6 | 7 | 8 | 9 | R | H  | E | B |
| KIA 타이거즈                                                                                              | 0 | 0 | 0 | 0 | 0 | 0 | 0 | 2 | 0 | 2 | 9  | 0 | 2 |
| SK 와이번스 ◄                                                                                             | 0 | 1 | 1 | 1 | 0 | 0 | 0 | 0 | X | 3 | 11 | 0 | 4 |
| 승리 투수: 송은범 패전 투수: 윤석민 세이브: 채병용 홀드: 이승호 홈런: SK – 이호준 (윤석민 상대로 2회 1점) |   |   |   |   |   |   |   |   |   |   |    |   |   |

- 애국가 : 가수 아이비
- 시구 : 탤런트 장동건
- 6차전 MVP: 송은범 - 5이닝 무실점 4탈삼진

6차전 선발로 KIA는 윤석민을, SK는 송은범을 내세웠다.
선취점을 SK가 뽑았다. 2회말에 정규 시즌과 포스트 시즌 내내 부진하며 안타가 없었던 이호준이 그 동안의 부진을 씻듯 윤석민의 3구째 122km의 체인지 업을 왼쪽 담장을 넘기는 솔로 홈런(비거리 110m)을 터뜨렸던 것이다. 3회말에도 SK는 선두 타자 박재상이 우중간 2루타로 나간 후 정근우의 번트로 1사 주자 3루가 된 상황에서 박정권이 우익수 뜬공을 날렸고, 이때 3루 주자가 홈으로 들어오면서 한 점을 추가한 데 이어, 4회말에도 선두 타자 이호준이 좌익수 앞 안타를 친 후 나주환의 번트로 1사 주자 2루가 된 상황에서 조동화가 우중간 적시 안타를 터뜨리며 3-0까지 달아났다. 그 후 박재상이 내야 안타를 치며 2사 주자 1,2루까지 만들었지만 정근우가 유격수 땅볼로 물러나면서 더 이상 득점하지 못했다.
이후 SK는 6회초부터 이승호를, 8회초부터 고효준을 차례로 마운드에 올렸다. KIA는 무득점에 묶여 있다가 8회초에 이현곤이 우익 선상에 떨어지는 안타로 출루하고 김원섭이 중전 안타로 출루하면서 1사 주자 1,2루가 되었고, 나지완 타석에서 상대 투수의 폭투로 주자는 2사 주자 2,3루로 바뀌었다. 나지완 또한 볼넷으로 출루하면서 주자는 만루가 되었고 다음 타자 최희섭이 중견수 앞 2타점 적시타를 터뜨리며 3-2까지 추격했다. 이에 SK는 더 이상의 점수를 허용하지 않기 위해 4차전 선발 투수였던 채병용을 투입하여 김상현을 2루수 땅볼로 아웃시키면서 위기를 넘겼다. 그리고 채병용은 9회초 KIA 타선을 삼자범퇴로 처리했고, 다시 원점이 되면서 승부는 최종전인 7차전으로 넘어가게 되었다.
KIA는 1회초 이용규가 안타를 치고 나간 후 2루 도루에 성공한 후 3루 도루를 무리하게 시도하는 본헤드 플레이로 아웃되었고, 4회초에는 김상현이 오른쪽 담장을 넘기는 타구를 날렸으나 파울볼로 판정되었고, 이에 KIA 조범현 감독이 비디오 판독을 요청했지만 오른쪽 폴대 밖으로 벗어난 타구로 판독되면서 홈런이 인정되지 않는 등 다시 승운이 따르지 않았다.
한편 이 날 경기에서는 3회말 도중 SK 응원석에서 계란이 투척되었고, 4회초에는 김상현이 볼넷으로 걸어 나간 후 2루 주자 나지완이 사인을 훔쳐본다는 오해를 받게 되면서 좋지 않은 분위기가 형성되어 경기가 잠시 중단되는 등 불미스러운 장면이 일어나기도 했다.

### 7차전
10월 24일 - 서울종합운동장 야구장
| 팀 | 1 | 2 | 3 | 4 | 5 | 6 | 7 | 8 | 9  | R | H  | E | B |
| SK 와이번스 | 0 | 0 | 0 | 2 | 1 | 2 | 0 | 0 | 0  | 5 | 10 | 0 | 3 |
| KIA 타이거즈 ◄ | 0 | 0 | 0 | 0 | 1 | 2 | 2 | 0 | 1x | 6 | 8  | 0 | 7 |
| 승리 투수: 유동훈 패전 투수: 채병용 세이브: 없음 홀드: 이승호 홈런: SK – 박정권 (구톰슨 상대로 4회 2점) KIA – 나지완 (이승호 상대로 6회 2점 채병용 상대로 9회 끝내기 1점) 안치홍 (카도쿠라 상대로 7회 1점) |   |   |   |   |   |   |   |   |    |   |    |   |   |

- 애국가 : 가수 윤하
- 시구 : 탤런트 이보영
- 7차전 MVP: 나지완 - 4타수 2안타 3타점 2홈런
- 한국시리즈 MVP : 나지완 (7차전 끝내기 홈런, 총 61표중 41표 득표)
- KIA의 KBO 역대 최초 7차전 끝내기 홈런, KBO 한국 시리즈 사상 두 번째로 시리즈 끝내기 홈런으로 우승

7차전의 선발투수로 KIA는 릭 구톰슨, SK는 게리 글로버를 출전시켰다. 이제는 더 이상 갈 곳이 없는 싸움이 되었고, 어차피 물러설 수 없는 싸움이 되어 양 팀은 총력전을 펼치게 된 것이다. 그래서인지 양팀은 3회까지 팽팽한 투수전을 전개했다.
그러나 먼저 기선을 제압한 쪽은 SK였다. 4회초 선두 타자 정근우가 중견수 앞 안타를 친 후 다음 타자 박정권이 좌익수 키를 넘기는 투런 홈런(비거리 105m)을 쳤다. 이후부터 구톰슨은 흔들리기 시작했고, 다음 타자 박재홍에게 안타를 허용한 후 한기주로 교체되었다. 한기주는 김재현에게 안타를 내주었지만, 후속 타자들에게 삼진과 병살타로 처리하면서 위기를 넘겼다.
SK는 5회초에서도 최정의 볼넷, 조동화의 야수 선택, 정근우가 몸에 맞는 공 등을 묶어, 1사 주자 만루가 되었고, 박정권이 타석에 들어서게 되자 KIA는 한기주를 내리고 좌완 양현종을 투입했으나 박정권이 2루수 땅볼로 1타점을 올리면서 3-0으로 다시 점수를 추가했다. 이후에도 다시 박재홍이 볼넷으로 나가며 다시 2사 주자 만루 상황이 되었으나, 대타 이재원이 유격수 플라이 아웃으로 물러나면서 더 이상의 득점을 얻지 못했다.
4회까지 무안타로 묶여 있던 KIA는 5회말 선두 타자 최희섭이 첫 안타를 뽑아내며 출루했고, 2사 주자 2루 상황에서 안치홍이 중견수 앞 적시타를 터뜨려 1점을 만회했다. 다음 타자 김상훈과 이현곤이 연속 볼넷으로 출루, 2사 주자 만루가 되었다. SK는 글로버를 내리고 이승호를 투입하여 이용규를 3구 삼진으로 돌려세우면서 KIA의 득점 찬스는 무산되었다.
SK는 6회초에도 나주환, 정상호의 연속 안타로 주자 1,2루가 된 상황에서 최정의 희생 번트 후에 터진 대타 김강민의 우익수 희생 플라이로 한 점을 얻은 후 다음 타자 박재상이 중견수 앞 적시타를 치면서 5-1까지 달아나 우승에 가까워졌다.
그러나 KIA는 이대로 물러나지 않았다. 반격은 6회말부터 시작되었다. 김원섭이 내야 안타로 출루한 상황에서 나지완이 중월 투런 홈런(비거리 130m)을 작렬시켜 5-3까지 따라붙었고, 7회 안치홍이 상대 투수 카도쿠라에게 중월 솔로 홈런(비거리 130m)을 작렬시켰다. 뒤이어 최경환이 우중간 3루타를 쳐내 순식간에 무사 3루의 기회를 맞았다. 후속 타자 이현곤이 볼넷으로 나간 후 맞은 무사 1,3루의 기회에서 이용규가 유격수 앞 땅볼을 쳐 3루 주자가 아웃됨으로써 1사 1,2루가 되었으나, 다음 타자 김원섭이 우중간 2루타를 쳐내 동점을 만들었다. SK는 나지완을 고의 4구로 걸렀고, 뒤이어 최희섭과 김상현을 각각 삼진과 1루수 파울 플라이로 잡아내 역전까지는 허용하지 않았다.
8회에 SK는 선두타자 정상호의 안타로 만든 무사 1루 상황에서 최정이 번트에 실패해 주자가 횡사했으나, KIA 투수 곽정철의 폭투로 최정이 2루까지 진루, 좋은 기회를 맞았다. 하지만 교체된 KIA 투수 로페즈에게 2루수 플라이와 2루수 땅볼로 막혀 추가 득점하지는 못했다. 9회에도 박정권의 타구가 2루수 안치홍의 호수비에 막혀 추가 득점하지 못했다.
승부는 9회말에 결판이 났다. 6회말 1사 1루에서 추격하는 2점 홈런을 때려냈던 나지완이 상대 투수 채병용의 실투성 몸쪽 높은 볼을 받아쳐 좌측 담장을 넘기는 끝내기 홈런(비거리 125m)로 연결시키면서 그토록 바라던 팀의 10번째 우승을 일구어냈다. 나지완의 끝내기 홈런은 지난 2002년 한국시리즈 6차전에서 마해영 선수가 기록했던 끝내기 홈런 이후 7년 만에 나온 것이고 2번째 기록이다. 한국시리즈 MVP는 총 61표중 41표를 얻은 나지완이 선정되었다. KIA는 이로써 한국시리즈 불패 신화도 이어가게 되었다. 또한 한국시리즈에서 1~7차전 모두 홈팀이 이기기도 했다.

## 중계 일정

### TV 중계
- 공중파 채널 전 경기 생중계

| 일정      | 방송사&중계진                         | 시청률 | 시청률 |
| 일정      | 방송사&중계진                         | TNS    | AGB    |
| --------- | ------------------------------------- | ------ | ------ |
| 10월 16일 | [SBS HD / 캐스터:박찬민 해설:박노준]  | 14.1%  | 13.0%  |
| 10월 17일 | [MBC HD / 캐스터:한광섭 해설:허구연]  | 9.1%   | 9.7%   |
| 10월 19일 | [KBS2 HD / 캐스터:표영준 해설:하일성] | 12.3%  | 11.3%  |
| 10월 20일 | [SBS HD / 캐스터:배기완 해설:박노준]  | 13.4%  | 12.2%  |
| 10월 22일 | [MBC HD / 캐스터:한광섭 해설:허구연]  | 13.1%  | 13.6%  |
| 10월 23일 | [KBS2 HD / 캐스터:김현태 해설:하일성] | 16.8%  | 15.8%  |
| 10월 24일 | [SBS HD / 캐스터:배기완 해설:박노준]  | 15.5%  | 13.3%  |

- 유료방송 채널 전 경기 녹화 중계
  - Xports, KBS N sports, MBC ESPN, SBS SPORTS

### 라디오 중계
- 라디오 전 경기 생중계
  - SBS-R (10월 16일, 10월 17일, 10월 19일, 10월 20일, 10월 22일, 10월 23일, 10월 24일)
  - KBS-2R (10월 16일, 10월 19일, 10월 22일, 10월 24일)
  - MBC-R (10월 16일, 10월 24일)
  - KNN-R (10월 16일, 10월 17일, 10월 19일, 10월 20일, 10월 22일, 10월 23일, 10월 24일)
  - 원음-R (10월 16일, 10월 17일, 10월 19일, 10월 20일, 10월 22일, 10월 23일, 10월 24일)